# Mustapha El Fechtali
Mustapha El Fechtali, né le 14 août 1975 à Nador au Maroc, est un homme d'affaires et criminel néerlandais.
Il investit son argent aux Pays-Bas, en Espagne et au Maroc où il possède le Club No Limit à Zoetermeer, le café La Crème à Marrakech, le Cappuccino à Tanger et des entreprises immobilières marocaines. Il est également le propriétaire de plusieurs villas au Maroc.
Durant les années 2010, il épaule Samir Bouyakhrichan dans des trafics de drogues de grande envergure. Il reprend son organisation après l'assassinat de ce dernier le 28 août 2014. Le 2 novembre 2017, il est la cible principale d'une fusillade dans son café La Crème. Il fuit à Casablanca et y arrêté par la BCIJ. Plus tard, Gerel Lusiano Palm est arrêté à Rio de Janeiro, au Brésil et extradé aux Pays-Bas pour avoir préparé l'assassinat de Mustapha El Fechtali, sous les ordres de Ridouan Taghi.
Alors qu'un membre de l'organisation, Dennis Groenfelt, est assassiné à Paramaribo, au Suriname, Mustapha El Fechtali, est condamné le 26 juillet 2019 à quinze ans de prison par la justice cherifienne pour trafic de drogue international ; il purge sa peine dans le complexe pénitentiaire Loudaya. Un an plus tard, l’administration des douanes et impôts indirects (ADII) marocaine, lui réclame 27 millions d’euros.
Le 22 juin 2020, une salle de torture lui appartenant et construite en collaboration avec le criminel Piet Costa, est découverte près de Rosendael, aux Pays-Bas. Cette révélation suscite une vive réaction dans la presse européenne,,,.

## Biographie
Mustapha El Fechtali naît à Nador au Maroc avant d'émigrer à son plus jeune âge aux Pays-Bas dans la ville de Amersfoort. Ses parents sont originaires du village Dar El Kebdani. Dans les années 2010, il quitte Amersfoort pour s'installer en Espagne à Marbella.

## Carrière criminelle

### Mocro-maffia
Mustapha El Fechtali est un membre de l'organisation de Samir Bouyakhrichan, assassiné en 2014 à Benahavis en Espagne. Lors de la même période, le bras droit de l'organisation Najib Himmich est également porté disparu et estimé mort. À la suite de cela, Mustapha El Fechtali reprend l'organisation en main, tout en sachant figurer sur les listes noires de plusieurs organisations de la Mocro-maffia. Il décide de quitter l'Espagne pour s'installer à Casablanca au Maroc, pays dans lequel il se sent en sécurité et où il est propriétaire de plusieurs voitures de luxe dont une Lamborghini, une Rolls-Royce Cullinan, du Café La Crème Marrakech et le Cappuchino de Marrakech et de Tanger,.

« En 2016, la guerre entre l'organisation Bouyakhrichan, reprise par El Fechtali et celle de Ridouan Taghi s'intensifie après que ce dernier ait découvert que Mous observait avec son bras droit Hamza Ziani, le cousin de Ridouan Taghi (Anouar Taghi) à bord d'une camionnette de détective à Montfoort. Mous a pris Anouar Taghi en photo. L'information fuite dans le milieu criminel et Ridouan Taghi est rapidement mis au courant. Il décide immédiatement d'ajouter Mous et Hamza Ziani dans sa liste noire. »

— Déclaration de Nabil Bakkali à la justice néerlandaise en 2019.
Le 27 octobre 2018, le bras droit de Mustapha El Fechtali, Hamza Ziani, est assassiné dans un restaurant à Torremolinos en Espagne par des tueurs à gages opérant pour Ridouan Taghi. Hamza Ziani faisait partie d'une bande de collaborateurs de Rotterdam et d'Utrecht ayant pour but de mettre un terme au territoire de Ridouan Taghi. Mustapha El Fechtali faisait également partie de la bande.
Le 5 mai 2019, le logisticien de Mustapha El Fechtali en Espagne, Dennis Groenveld, est froidement assassiné à Paramaribo en Suriname par le camp Ridouan Taghi.

#### Fusillades au Club No Limit (2014-2018)
Mous est à la tête du Club No Limit situé à Zoetermeer aux Pays-Bas. Le club rassemblait un grand nombre de criminels marocains aux Pays-Bas. Le bourgmestre de la ville Charlie Aptroot finit par fermer définitivement le club en décembre 2014 à la suite de nombreux incidents envers l'établissement afin de passer un message de menace au propriétaire : messages en graffiti et impacts de balles.
Le 20 mars 2018, quelques jours après une réouverture exclusive, le club, désormais renommé « Club One », est de nouveau victime d'une fusillade. Au moins vingt impacts de balles sont retrouvées sur la portière d'entrée. Aucun blessé n'est à déplorer.

#### Fusillade au Café La Crème Marrakech (2017)
À l'origine du vol d'une cargaison de cocaïne provenant du Costa Rica aux Pays-Bas, d'une valeur de 27 millions d'euros, Mustapha El Fechtali est la cible numéro un du grand baron Ridouan Taghi. Au courant que Mous se trouve au Maroc, les tueurs à gages marocains opérant pour Taghi n'osent pas commettre l'assassinat, car ils connaissent bien le fonctionnement du droit pénal au Maroc au cas où un assassinat est commis. Ridouan Taghi fait alors appel à deux Néerlandais d'origine antillaise pour commettre deux assassinats au Maroc. Une contre Mustapha El Fechtali à Marrakech, et un contre son frère Mohammed El Fechtali à Casablanca.
Le 2 novembre 2017, les deux tueurs à gages casqués au bord de leur t-max, passent à l'action au Café La Crème Marrakech et tirent en rafales à l'aide de kalachnikov. Mustapha El Fechtali est à ce moment assis à une table avec sa sœur. Hamza Chaib, un étudiant en médecine âgé de 26 ans, est abattu d'une balle dans la tête par accident. Une fille qui était assise dans la même table que Hamza Chaib est également touchée. Blessée par balle, elle est rapidement emmenée à l'hôpital. Les assaillants, ayant mis le feu à leur scooter en dehors de la ville, sont arrêtés par la BCIJ quelques jours plus tard. Mustapha El Fechtali s'en sort indemne et prend la fuite chez son frère à Casablanca.
Le quotidien Al Massae révèle que les assaillants auraient tenté d'abattre un témoin qui aurait vu tout l'incident ainsi que le visage d'un tueur à gages. Le tueur à gages s'est approché d'une voiture où se trouvait une femme dans le siège passager. Soupçonnant la femme d'aider la police en décrivant son physique afin d'être identifié, il vise la femme pendant quelques secondes avant de changer d'avis et de prendre la fuite à moto avec son complice.

« Le criminel d'Amersfoort Mustapha F. menait une vie de rockstar. Moes se déplaçait avec des voitures de sport et s'entourait de BN'ers et de modèles. Depuis l'incident du 2 novembre, tout s'est effondré. »

— Déclaration de l'écrivain et criminologue Wouter Laumans en 2017.
En juillet 2019, la justice marocaine condamne à mort Edwin Gabriel Robles Martinez et Shardyone Girigorio Semerel, les deux tueurs à gages.

### Après son arrestation

#### Kidnapping de Naima Jillal en 2019
Naima Jillal, âgée de 52 ans et surnommée Tante, est kidnappée le 20 octobre 2019 à Amsterdam aux Pays-Bas,. Domiciliée à Marbella en Espagne, son appartement est retrouvé saccagé par la Guardia Civil. Les autorités néerlandaises estiment Naima Jillal morte assassinée et enterrée dans un endroit inconnu.
Le 9 juin 2020, Naima Jillal est déclarée morte par les autorités néerlandaises à la suite de la circulation de nombreuses photos dans le milieu criminel.

#### Assassinat de Rachid Kotar en 2019
Le 12 décembre 2019, le comptable de Mustapha El Fechtali, Rachid Kotar, est froidement abattu devant les yeux de son fils de quatre ans dans un parking d'école à Amstelveen. Le rival Ridouan Taghi revendique l'assassinat à l'aide d'une carte postale.

#### Formation du groupe successeur
À la suite de l'arrestation de Mustapha El Fechtali à Casablanca, Piet Costa, actif en Espagne et aux Pays-Bas, reprend l'organisation en main en collaboration avec Ibrahim Azaim alias Ibo de Marokkaan. Le réseau comprend plusieurs nouveaux membres, pour la plupart originaires de Rotterdam.
Le 10 mai 2020, Ibrahim Azaim est abattu à Rotterdam par 25 balles de Kalachnikov, devant le domicile de ses parents dans la rue de Ackersdijkstraat à quelques minutes du jeûne lors du mois de Ramadan. À la suite des enquêtes, la police néerlandaise découvre des caméra de surveillances non officiels à quelques mètres du domicile des parents de Ibrahim Azaim. Les tueurs à gages avaient également un chauffeur d'une voiture à disposition pour prendre la fuite, avant de brûler la voiture à quelques quartiers de l'incident, à Overschie. Selon les autorités néerlandaises, l'assassinat d'Ibrahim Azaim est dû à un règlement de comptes revanchard d'un groupe rival.
Le 22 juin 2020, la police néerlandaise découvre au Wouwse Plantage une prison souterraine et une salle de torture destinée aux membres de l'organisation de Ridouan Taghi. Quelques jours plus tard, le constructeur Robin van O., est arrêté à Rotterdam grâce à une collaboration de la police néerlandaise avec la Guardia Civil et la DEA. Plus de 30 perquisitions avaient lieu à Rotterdam.

## Arrestation, enquêtes et procès
- Le 4 novembre 2017, Mustapha El Fechtali est arrêté à Casablanca en compagnie de son cousin Mohammed El Fechtali, Mohammed El J. et l'entrepreneur néerlandais Najim Yassir. En 2019, Najim Yassir, originaire de Schéveningue, est relâché faute de preuves après avoir purgé deux ans au Complexe pénitentiaire de Loudaya[28].

- Le 26 juillet 2019, il est condamné à quinze ans de prison pour trafic de drogue international[29]. Son cousin Mohammed El Fechtali est quant à lui condamné à huit ans de prison.

### Ouvrages
Cette bibliographie est indicative.
Cette bibliographie est indicative.  : document utilisé comme source pour la rédaction de cet article.
- (nl) Wouter Laumans et Marijn Schrijver, Mocro Maffia, Lebowskipublishers, 2015 (ISBN 9789048828036)
- (nl) Wouter Laumans et Marijn Schrijver, Wraak, Amsterdam, Lebowski, 2019, 224 p. (ISBN 9789048836215)

### Documentaires et reportages
- [vidéo] Joost Karreman, Slachtoffer schietpartij had eigenlijk Nederlands-Marokkaanse clubeigenaar moeten zijn, NPO, 2017
- [vidéo] تفاصيل توقيف شقيقين متهمين في جريمة مقهى "لاكريم" بمراكش, Medi 1 TV, 2018
- Documentaire De Jacht op de Mocro-Maffia, épisode 3, Videoland, 2020